# Namida-iro
Singles de Kana Nishino
Believe
(2013) Sayonara
(2013)
Pistes de Love Collection ~pink~
Kimi-tte I
Namida-iro (涙色) est le 21e single de la chanteuse de J-pop Kana Nishino.

## Présentation
Il est sorti sous le label SME Records Inc. le 7 août 2013 au Japon. Il sort au format CD et CD+DVD. Il atteint la 14e position à l'Oricon. Il se vend à 18 188 exemplaires la première semaine et reste classé 6 semaines pour un total de 27 652 exemplaires vendus. Namidairo a été utilisé comme thème musical de Sukkiri!! pendant le mois d’août. La chanson Namida-iro se trouve sur la compilation Love Collection ~pink~.

## Pistes
| No | Titre                  | Paroles                                   | Musique                                | Arrangements    | Durée |
| -- | ---------------------- | ----------------------------------------- | -------------------------------------- | --------------- | ----- |
| 1. | Namida-iro (涙色)      | Kana Nishino, GIORGIO13                   | GIORGIO CANCEMI                        | GIORGIO CANCEMI | 5:35  |
| 2. | GAME OVER              | Kana Nishino                              | SHIKATA, LISA DESMOND, HENRIK GORANSON |                 | 3:02  |
| 3. | can’t stop, won’t stop | Kana Nishino, DJ Mass(VIVID Neon*), ENVIE | DJ Mass(VIVID Neon*), GRP(L-M-T)       |                 | 3:37  |

| 1. | Namida-iro (Jacket Making Off Shot) (涙色) |  |
| 2. | Special Interview                          |  |